# Aktieklubb
En aktieklubb är en sammanslutning av två eller fler personer, med det gemensamma målet att investera i finansiella instrument, aktier, fonder, optioner, valuta etc.[källa behövs]

## Verksamhet
Klubben bestämmer den summa som medlemmarna skall investera, detta kan ske genom månadsinsättningar eller genom engångssummor. En aktieklubb är som regel i form av ett enkelt bolag, men kan givetvis även bildas som handelsbolag eller aktiebolag.
En av anledningarna till att vara med i en aktieklubb är att medlemmarna vill lära sig mer om aktiemarknaden och om att handla och investera i aktier.
Vid årets slut delas klubbens kapitalvinster och tillgångar upp på var och en av medlemmarna. Varje medlem tar upp sin andel av kapitalvinst och kapitalförlust som gjorts under året. Aktieutdelningar fördelas på samma sätt. Deklaration görs på blankett K4.
Aktieklubbar erbjuder medlemmarna en struktur och den hjälp som de behöver för att börja investera i aktier utan att behöva börja med en större investeringssumma.